# Васько Гюрчиновський

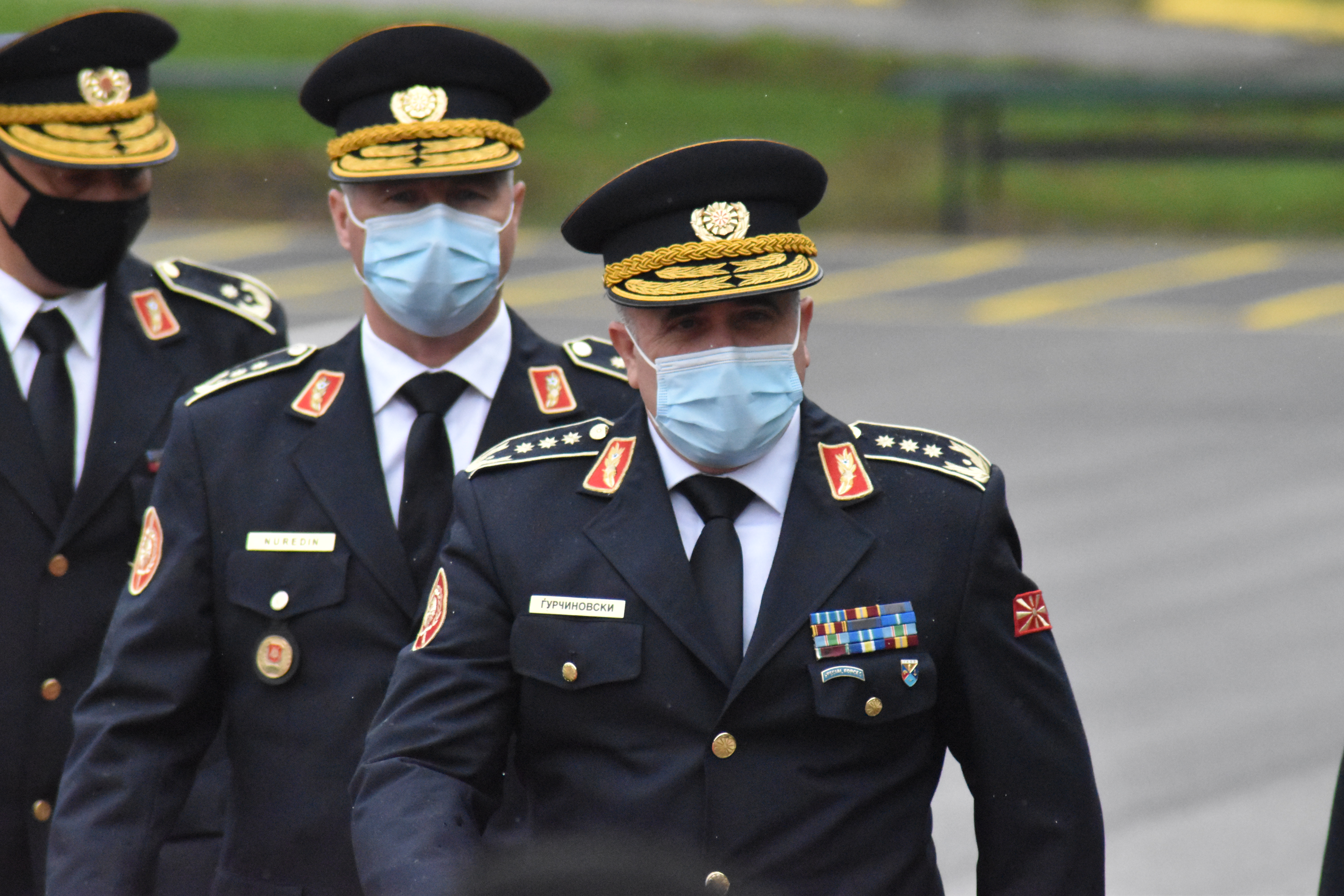
Генерал-лейтенант Васько Гюрчиновський у казармі «Боро Меньков» у Куманово

Генерал-підполковник [Архівовано 3 березня 2021 у Wayback Machine.] Васько Гюрчиновський (11 червня 1970, Тетово) — начальник Генерального штабу Армії Республіки Македонія.

## Життєпис
Народився 11 червня 1970 року в Тетово. З 1984 по 1988 рік навчався в піхотній середній школі в Сараєво. З 1988 по 1991 рік навчався у Військовій академії в Белграді, піхотний профіль. З 2001 по 2002 рік спеціалізувався в США, а в 2012 – 2013 роках в Італії.
З 1991 по 1992 рік був командиром антитерористичного взводу в Загребі. У 1992 році очолював антитерористичний взвод військової поліції в Скоп'є. На цій посаді перебував до 1994 року. Потім до 1995 року був заступником командира АТО. У 1995-1999 рр. був командиром роти АТО. З 1999 по 2000 рік — заступник командира загону спеціального призначення. У період з 2002 по 2003 рік він був начальником С-3 командування спецназу. З 2003 по 2004 рік був командиром розвідувального батальйону. У 2004 році він ненадовго командував C-5 у загоні спеціальних операцій. У 2004-2007 рр. був командиром піхотного батальйону. З 2007 по 2010 рік — командир навчального відділу Об’єднаного оперативного командування. З 2010 по 2011 рік був командиром 3-ї стрілецької бригади Об’єднаного оперативного командування. У період з березня 2011 по 18 серпня 2013 року був ад'ютантом Верховного головнокомандувача Збройними силами Республіки Македонія. Потім до 18 серпня 2015 року був командиром полку спеціальних операцій. З 18 серпня 2015 року — командувач Об’єднаного оперативного командування. На цій посаді він залишиться до грудня 2016 року, коли в Брюсселі буде призначено військового представника Республіки Македонія при НАТО та ЄС. З 18 серпня 2018 року — начальник Генерального штабу Армії Республіки Македонія.

## Військова освіта
- Середня школа армії, Сараєво, БіГ, 1984-1988
- Військова академія КОВ, напрям піхоти (Белград і Сараєво), 1988-1991
- Аспірантура (CJSC, США, Канзас) 2001-2002
- Вищі оборонні дослідження (Збройні сили Італійської Республіки, Рим), 2012-2013
- Численні курси для спеціальних операцій у країні та за кордоном
- Курси для миротворчих місій Організації Об'єднаних Націй у країні та за кордоном
- Курс офіцерів зі зв'язків з громадськістю та штабу в батальйоні та бригаді
- Курс військової термінології та Об'єднаних сил
- Базові та поглиблені курси англійської та італійської мов
- Брав участь у численних навчаннях спецпідрозділів і частин Сухопутних військ в країні та за кордоном
- Брав участь у Місії ООН в Лівані, UNIFIL 2008-2009

## Військова кар'єра
- Командир антитерористичного взводу Військової поліції, Скоп'є, 1992-1994
- Заступник командира контртерористичної роти, 1994
- Командир контртерористичної роти, 1995-1998
- Заступник командира батальйону спеціального призначення, 1998-2000
- Начальник С-3 командування спецпідрозділами, 2002-2003 рр.
- Командир скаутського батальйону, 2003 р.
- Командир С-5 командування СОР, 2004 р.
- Командир 1-го батальйону 2-ї піхотної дивізії, Тетово, 2004-2007
- Начальник відділу підготовки та навчань в G-3 JOC, Куманово, 2007-2010
- Командир 3-ї стрілецької бригади СОК, Куманово, 2010-2011
- Ад'ютант Верховного Головнокомандувача Збройними Силами Республіки Македонія з березня 2011 по лютий 2015 року
- Командир ПСО з 18.08. 2013-18.08. 2015 рік
- Командувач Об’єднаного оперативного командування 18.08. 2015 рік
- Військовий представник Р. Македонія НАТО в Брюсселі
- Начальник Генерального штабу Армії Республіки Македонія

## Військові звання
- Підпоручник 1991-1992 рр.
- Поручник 1992-1995 рр.
- Капітан 1995-1998 рр.
- Капітан 1 класу 1998 - 2003 рр.
- Майор 2003-2007 рр.
- Підполковник 2007-2010 рр.
- Полковник 2010-2013 рр.
- Бригадний генерал 30.12.2013
- Генерал-майор 30.12.2015
- Генерал-лейтенант 25.02.2019